# مرشح سببي
في تطبيقات معالجة الإشارات، المرشح السببي  (بالإنجليزية: causal filter)‏ هو مرشح خطي ومستقل زمنيا. كلمة "سببي" تُشير إلى أن مخرج المرشح مرتبط فقط بقيم سابقة (ماضية) أو قيم حالية في مدخله. وبذلك فيُسمى المرشح الذي يرتبط مخرجه بقيم مستقبلية "مرشح غير سببي (non-causal filter). الأنظمة (تضم المرشحات أيضا) يجب أن تكون سببية لأن النظام لا يستطيع العمل بناء على مدخل قيمُه مستقبلية. كنظام تطبيقي للمرشحات الرقمية، يتم تقليص أو عمل إزاحة زمنية للاستجابة النبضية غير السببية. عندما يكون التقليص ضرورياً، فيتم عمل ذلك في الكثير من الأحيان عبر أخذ ناتج الاستجابة النبطية مضروية يدالة يُطلب عليها window function.
مثال على مرشح غير سببي هو المرشح بنظام ذو طور أدنى، والذي يعرف كمرشح مستقر ومعكوسه أيضا مستقر وغير سببي.

تحرك متوسط قيمة البيانات كمثال على مرشح غير سببي.

## مثال
التعريف التالي هو تحريك (أو «انزلاق») لمتوسط قيمة البيانات المدخلة {\displaystyle }. 
{\displaystyle f(x)=\int _{x-1}^{x+1}s(\tau )\,d\tau \ =\int _{-1}^{+1}s(x+\tau )\,d\tau \,}
حيث تمثل {\displaystyle x\,} الإحداثيات المكانية كما هو الحال في معالج الصور. ولكن إذا كانت {\displaystyle x\,} تمثل الوقت {\displaystyle (t)\,} يعتمد على مدخلات مستقبلية، مثل {\displaystyle s(t+1)\,}. أما قيمة المخرج المُدرَك أو السببي فتكون بالصيغى التالية:
{\displaystyle f(t-1)=\int _{-2}^{0}s(t+\tau )\,d\tau =\int _{0}^{+2}s(t-\tau )\,d\tau \,}
وهو عبارة عن تأخير زمني للمُرشح غير السببي أو غير المُدرَك.
كل المرشحات الخطية يمكن صياغتها كدالة h(t) المسماة بالإستجابة النبضية. مخرجها يكون هو الإلتفاف الرياضي التالي:
{\displaystyle f(t)=(h*s)(t)=\int _{-\infty }^{\infty }h(\tau )s(t-\tau )\,d\tau .\,}
و المساواة العامة بين هاتين الصيغتين تتطلب أن يكون h(t) = 0 لجميع قيم t < 0.
{\displaystyle f(t)=\int _{0}^{\infty }h(\tau )s(t-\tau )\,d\tau }